# HOMO et LUMO
Pour les articles homonymes, voir Homo et Lumo.
Une proposition de fusion est en cours entre HOMO et LUMO et Orbitales frontières.

Schéma des HOMO et LUMO d'une molécule. Chaque cercle représente un électron dans une orbitale ; lorsque la lumière d'une fréquence suffisamment élevée est absorbée par un électron dans le HOMO, elle saute vers le LUMO.

Modèle 3D de la plus haute orbitale moléculaire occupée du dioxyde de carbone.

Modèle 3D de la plus basse orbitale moléculaire inoccupée du dioxyde de carbone.

En chimie, HOMO et LUMO sont des acronymes anglais (« highest occupied molecular orbital » et « lowest unoccupied molecular orbital ») qui désignent des types d'orbitales moléculaires. En français, ces acronymes signifient respectivement la « plus haute orbitale moléculaire occupée » et la « plus basse orbitale moléculaire inoccupée » .

## Écart HOMO-LUMO
La différence d'énergie entre HOMO et LUMO est appelée écart HOMO-LUMO . HOMO et LUMO sont parfois appelés collectivement les orbitales frontières, comme dans la théorie des orbitales moléculaires frontières. La différence d'énergie entre ces deux orbitales frontières peut être utilisée pour prédire la résistance et la stabilité des complexes de métaux de transition, ainsi que leurs couleurs en solution.

## Semi-conducteurs
Le niveau HOMO est pour les semi- conducteurs organiques à peu près ce que la bande de valence maximale est pour les semi- conducteurs inorganiques et les points quantiques. La même analogie peut être faite entre le niveau de la LUMO et le minimum de la bande de conduction.

## Chimie organométallique
En chimie organométallique, la taille du lobe LUMO peut aider à prédire où l'addition aux ligands pi se produira.

## SOMO
Une SOMO est une orbitale moléculaire occupée individuellement telle qu'une HOMO à moitié rempli d'un radical.  Cette abréviation peut également être étendue à l'orbite moléculaire semi-occupée.

## Orbitales sous-adjacentes: NHOMO et SLUMO
Si elles existent, les orbitales moléculaires à un niveau d'énergie en dessous du HOMO et à un niveau d'énergie au-dessus du LUMO jouent également un rôle dans la théorie des orbitales moléculaires frontières. Ils sont nommés NHOMO pour l'orbitale moléculaire occupée la plus proche et SLUMO pour la deuxième orbitale moléculaire inoccupée la plus basse .  Ceux-ci sont également communément appelés HOMO-1 et LUMO+1, respectivement.[réf. nécessaire]

## En pharmacologie
En pharmacologie moléculaire, les interactions BV-HO sont sine qua non car elle permettent de vérifier l'affinité du ligand pour le récepteur (sites nucléophiles du médicament = affinité pour les sites électrophiles du site actif de la cible pharmacologique, et inversement).